# Ermir Lenjani
Ermir Lenjani (Kamenicë, 5 de agosto de 1989) es un futbolista suizo de ascendencia kosovar. Juega como defensa o incluso atacante en el F. C. Schaffhausen de la Challenge League. Es internacional por la selección de Albania. 

## Trayectoria
Lenjani nació en Kamenicë, Kosovo (en aquella época, parte de Yugoslavia) en una familia de ascendencia albanokosovar. Cuando tenía dos años sus padres emigraron a Winterthur, Suiza. Fue en esa ciudad donde dio sus primeros pasos como futbolista; primero en un modesto club de barrio y desde 2005 en las categorías inferiores del F. C. Winterthur. Puede jugar tanto de lateral izquierdo como de centrocampista.
El 8 de marzo de 2009 debutó con el primer equipo del Winterthur en un partido de Segunda División, marcando dos goles. En 2010/11 fue cedido al Grasshopper Club Zürich de la máxima categoría para adquirir experiencia en competiciones más importantes, aunque solo disputó seis encuentros. A su regreso a Winterthur, se consolidó en el once titular hasta enero de 2013, cuando fue contratado por el FC St. Gallen de la Superliga suiza.
Sus actuaciones llamaron la atención del Stade Rennais de la Primera División francesa, que confirmó su fichaje el 5 de enero de 2015. No obstante, la falta de oportunidades le llevó a aceptar una cesión con opción de compra en el FC Nantes a partir de la temporada 2015-16.

### Selección nacional
Ermir Lenjani es internacional por la selección de Albania desde 2013. Aunque es ciudadano suizo, en enero de 2013 confirmó que había solicitado la nacionalidad albanesa por arraigo familiar para competir con ellos a nivel internacional, igual que otros jugadores en su misma situación.
Debutó con Albania el 15 de noviembre de 2013, en un amistoso frente a Bielorrusia (0:0) del que jugó los noventa minutos. El seleccionador Gianni De Biasi ha confiado en él tanto para la fase de clasificación de la Eurocopa 2016, en la que Albania logró meterse por primera vez en su historia, como para la fase final del torneo.

## Clubes
| Club                | País    | Año       |
| ------------------- | ------- | --------- |
| F. C. Winterthur    | Suiza   | 2009-2010 |
| Grasshoppers        | Suiza   | 2010-2011 |
| F. C. Winterthur    | Suiza   | 2011-2013 |
| F. C. St. Gallen    | Suiza   | 2013-2015 |
| Stade Rennais F. C. | Francia | 2015      |
| F. C. Nantes        | Francia | 2015-2016 |
| Stade Rennais F. C. | Francia | 2016-2017 |
| F. C. Sion          | Suiza   | 2017-2020 |
| Grasshoppers        | Suiza   | 2020-2022 |
| Ümraniyespor        | Turquía | 2022-2023 |
| F. C. Schaffhausen  | Suiza   | 2024-     |